# Ловрин
Ловрин (рум. Lovrin) је село и једино насеље истоимене општине Ловрин, која припада округу Тимиш у Републици Румунији.

## Положај насеља
Село Ловрин се налази у источном, румунском Банату, на 20 километара удаљености од Србије. Од Темишвара село је удаљено око 50 км. Сеоски атар је у равничарском делу Баната.

## Прошлост
По "Румунској енциклопедији" место се помиње 1466. године. Турци су га опљачкали током упада 1529. године. Године 1564. је посед Чанадског бискупа. У то време почињу Срби да се насељавају; забележени су 1582. године. Када је запустело, касније први су дошли бугарски насељеници који су насеље назвали "Ловринац". Колонизација Шваба креће ту 1785-1792. године, а Срби и Бугари су морали да им уступе место и одселе се. Ловрин је 1792. године цар аустријски поклонио заслужном генералу Антону Липтају, који је изградио дворац.
Калуђери српског манастира Пећке патријаршије су скупљајући прилоге кратко походили село "Ловрен". Записали су 1666. године само једног приложника поп Вукадина, који је дао за себе (за благослов) 200 аспри и још за помен оца Андреју и мајку Даницу.
Аустријски царски ревизор Ерлер је 1774. године констатовао да се место Ловрин налази у Модошком округу, Чанадског дистрикта. Становништво је било претежно српско.
Године 1846. Ловрин је услед депопулације изгубио парохију; био парохијска филијала места Песак.
Почетком 20. века у Ловрину, који се налази у Перјамошком срезу, живело је 25 православних Срба.

## Становништво
По последњем попису из 2002. село Ловрин имало је 3.560 ст., од чега Румуни чине 90%. До пре 50ак година село је било претежно насељено Немцима. Последњих деценија број становништва опада.